# Kinderode
Kinderode is een gehucht in de Landkreis Nordhausen in de Duitse deelstaat Thüringen. Het wordt voor het eerst genoemd in een oorkonde uit 1133. 
Kinderode maakte deel uit van de gemeente Nohra tot deze op 1 januari 2019 opging in de gemeente Bleicherode.
Bleicherode · Bliedungen · Elende · Etzelsrode · Friedrichsthal · Gratzungen · Hainrode · Helenenhof · Hünstein · Kinderode · Kleinbodungen · Königsthal · Kraja · Mitteldorf · Mörbach · Nohra · Oberdorf · Obergebra · Pustleben · Wernrode · Wipperdorf · Wollersleben · Wolkramshausen